# Площа Старий Ринок (Познань)
Старий Ринок у Познані (пол. Stary Rynek від 16 червня 1919, нім. Alter Markt від XIX століття) — головна міська площа в Познані, що має форму квадрата, з довжиною сторони 141 метр, і кожна сторона має три вулиці, дві з яких у крайніх кутах. Ринок міститься у Старому місті Познані та має площу близько двох гектарів. Він є третім за величиною площі ринком у Польщі після Кракова та Вроцлава.
До Другої світової війни він був центром економічного та політичного життя міста. На Старому ринку є п'ять музеїв, у тому числі один унікальний у Польщі — Музей музичних інструментів.

## Історія

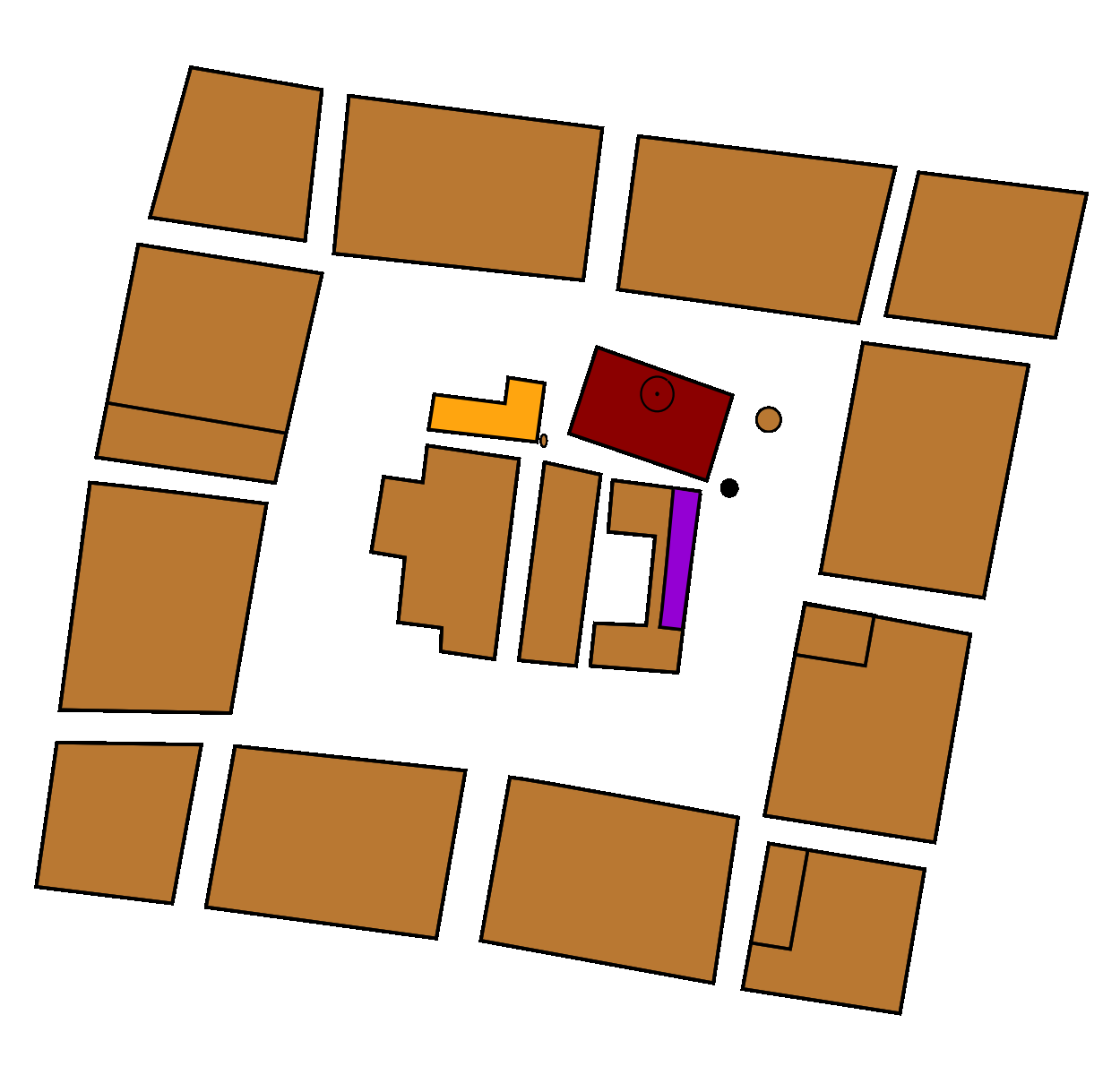
План Старого Ринку

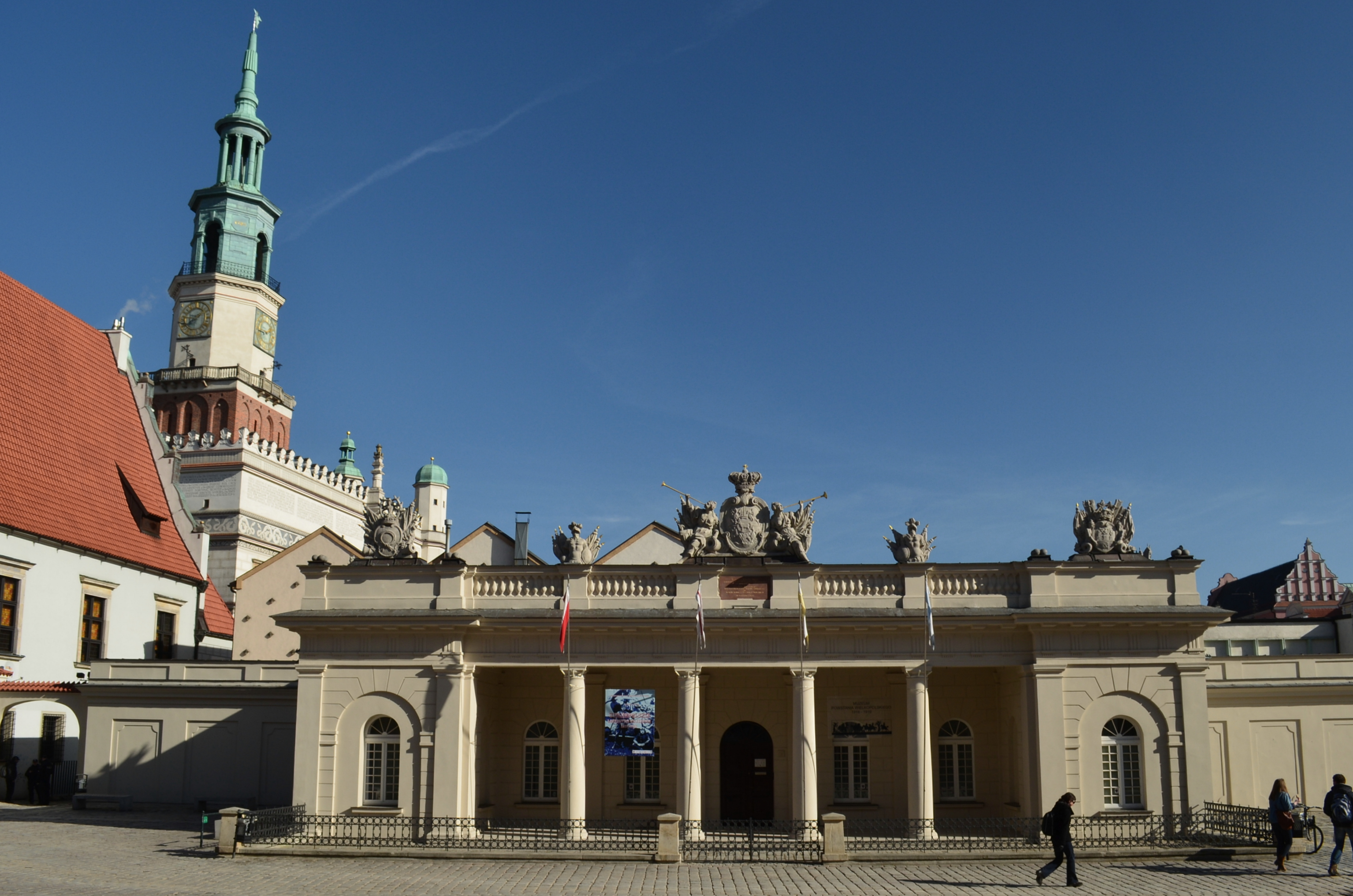
Гауптвахта

Старий Ринок є головною площею Познані і раніше був центром міста. Ринкова площа, як ринок для купівлі та продажу товарів та місце святкування, були спроєктовані ще за часів заснування міста в 1253 році. Тут споруджували найрозкішніші будинки у стилі бароко та класицизму. У деяких збереглися залишки часів готики та епохи Відродження, серед іншого склепінчаті льохи та коридори, а також приміщення, накриті стелями. Більшість з них, також на вулицях, що виходять з площі, були відбудовані та реставровані в 1950-х роках з відновленням їх історичного вигляду.

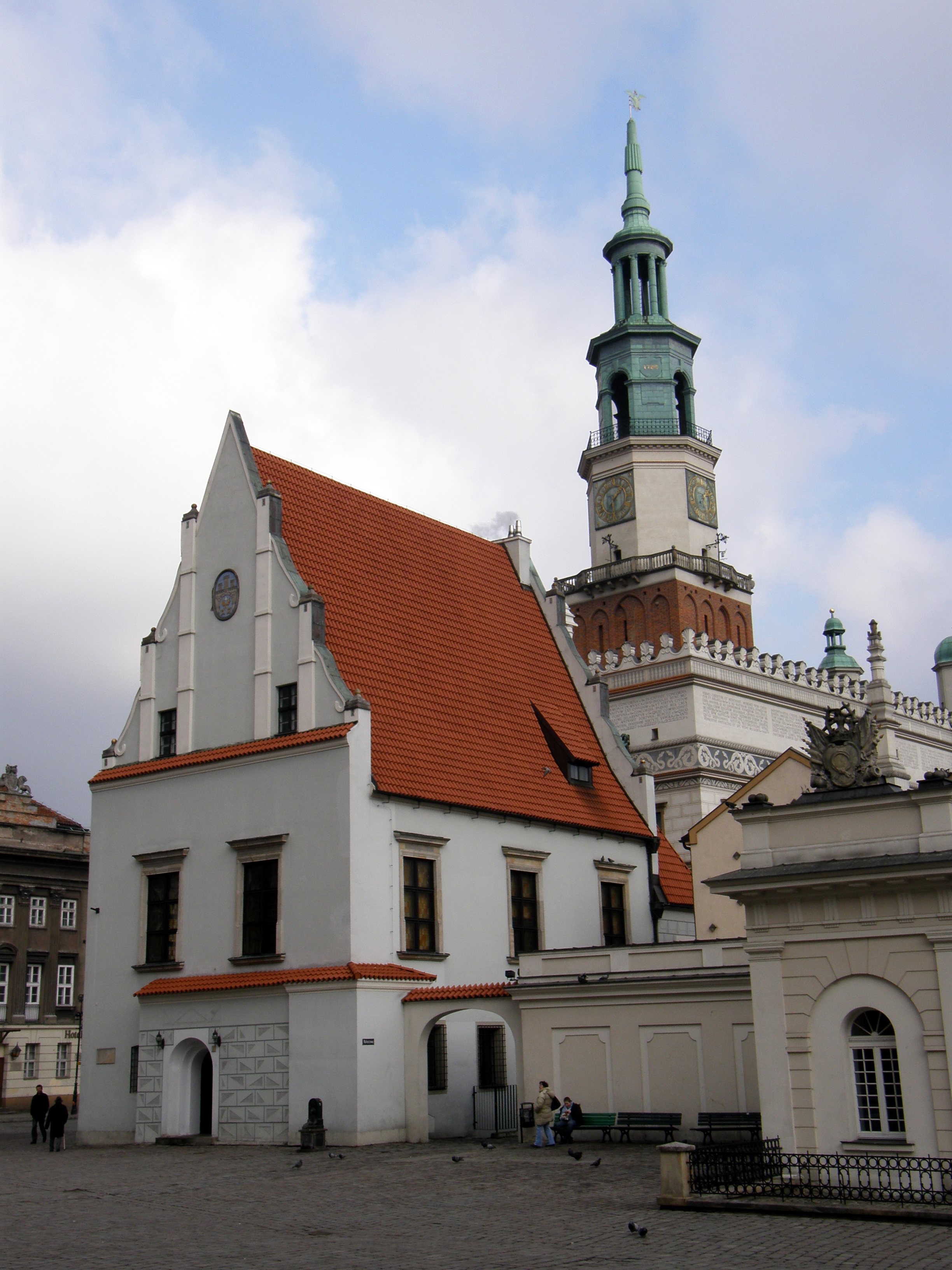
Будинок міської ваги

У кінці XIX століття площа Старого ринку в Познані зазнала дуже значних змін. З появою водогону криниці та фонтани на ринковій площі, які служили також як місця, де містяни збиралися щоб обмінятися новинами, були знищені. Єдиною, що вціліла, була статуя Прозерпіни (з 1766 року), яка також пережила Другу світову війну.

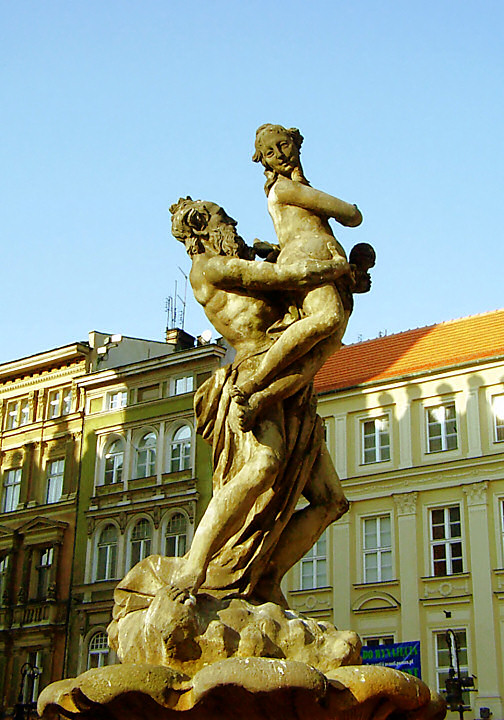
Фонтан Прозерпіни

Пожвавлення торгівлі привело до встановлення на перших поверхах будинків великих вітрин, до нищення порталів, віконних рам, барельєфів, поліхромії, до побудови нових чотири-п'ятиповерхові будинків з плоскими даха́ми на місці декількох ділянок старих будинків. У 1891—1894 роках, на місці демонтованого будинку міської ваги́, була збудована Нова ратуша. У 1945 році внаслідок бойових дій Нова ратуша була серйозно пошкоджена, а потім розібрана.
Внаслідок Другої світової війни площа була майже повністю зруйнована. Після реконструкції — зараз це одна з найвідвідуваніших туристичних визначних пам'яток міста. Найкраще збереглися фасади на східній стороні площі — будівля Червона аптека, нині Будинок Бретані.
На площі Старого ринку тепер розміщені:
- Стара ратуша — побудована в 1550-х роках, найважливіша архітектурна пам'ятка міста та одна з найважливіших ратуш з часів європейського Відродження. Сьогодні це Музей міста Познані[pl].[3]
- Ряд будівель триповерхових крамниць та квартир дрібних крамарів, що будувалися з 1535 року з характерною для них аркадою.
- Дві витягнуті сучасні функціональні будівлі для військового музею[pl] та міська галерея сучасного мистецтва «Арсенал»[pl].[4]

- Будинок міської ваги[pl] — реконструкція, заснована на стані будівлв у XVI столітті.
- Гауптва́хта — споруда на західній стороні в стилі класицизму, відбудована Йоганом Крістіаном Камцецером у 1787 році, сьогодні Музей познанського повстання 1918—1919 років[pl].
- Музей музичних інструментів у Познані[pl] — єдиний у своєму роді та такого розміру в Польщі, третій за величиною в Європі. Він є філією Національного музею в Познані та розміщений у трьох історичних будинках на Старій площі.

## Галерея

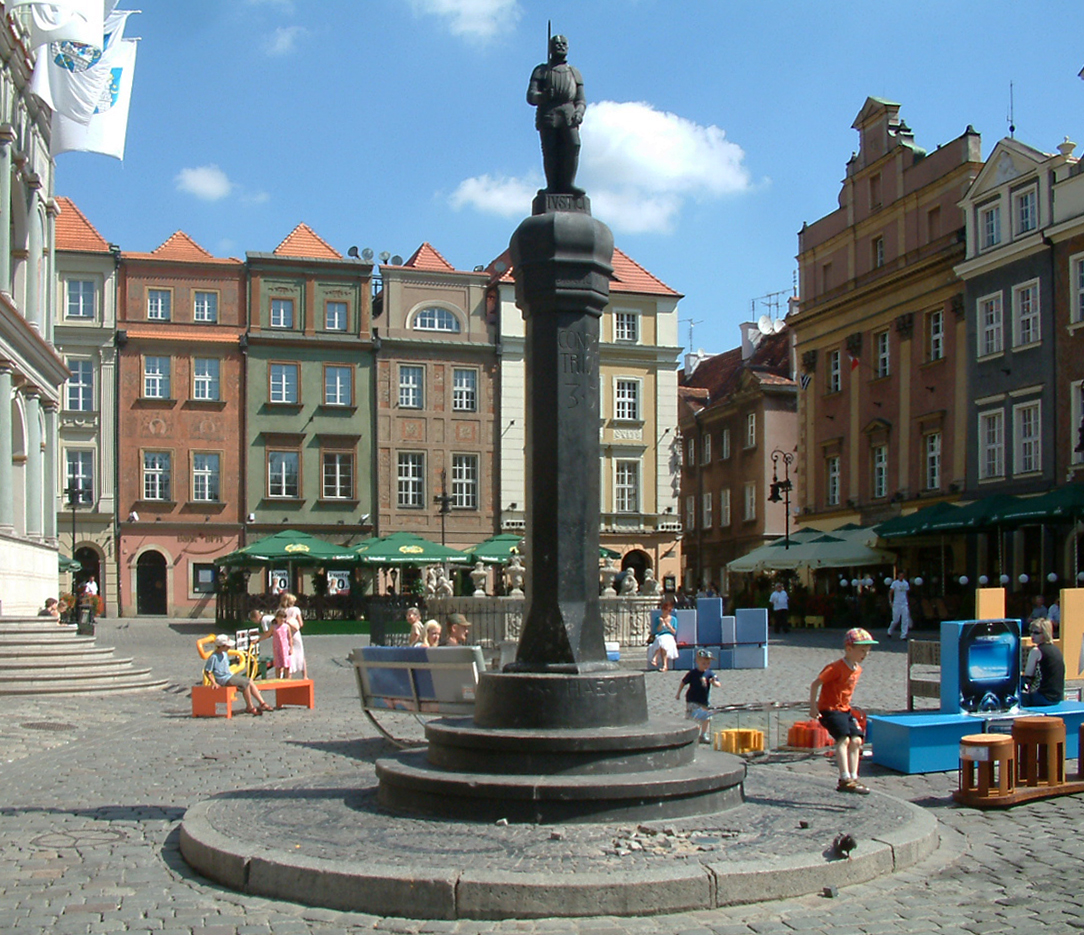
Ганебний стовп
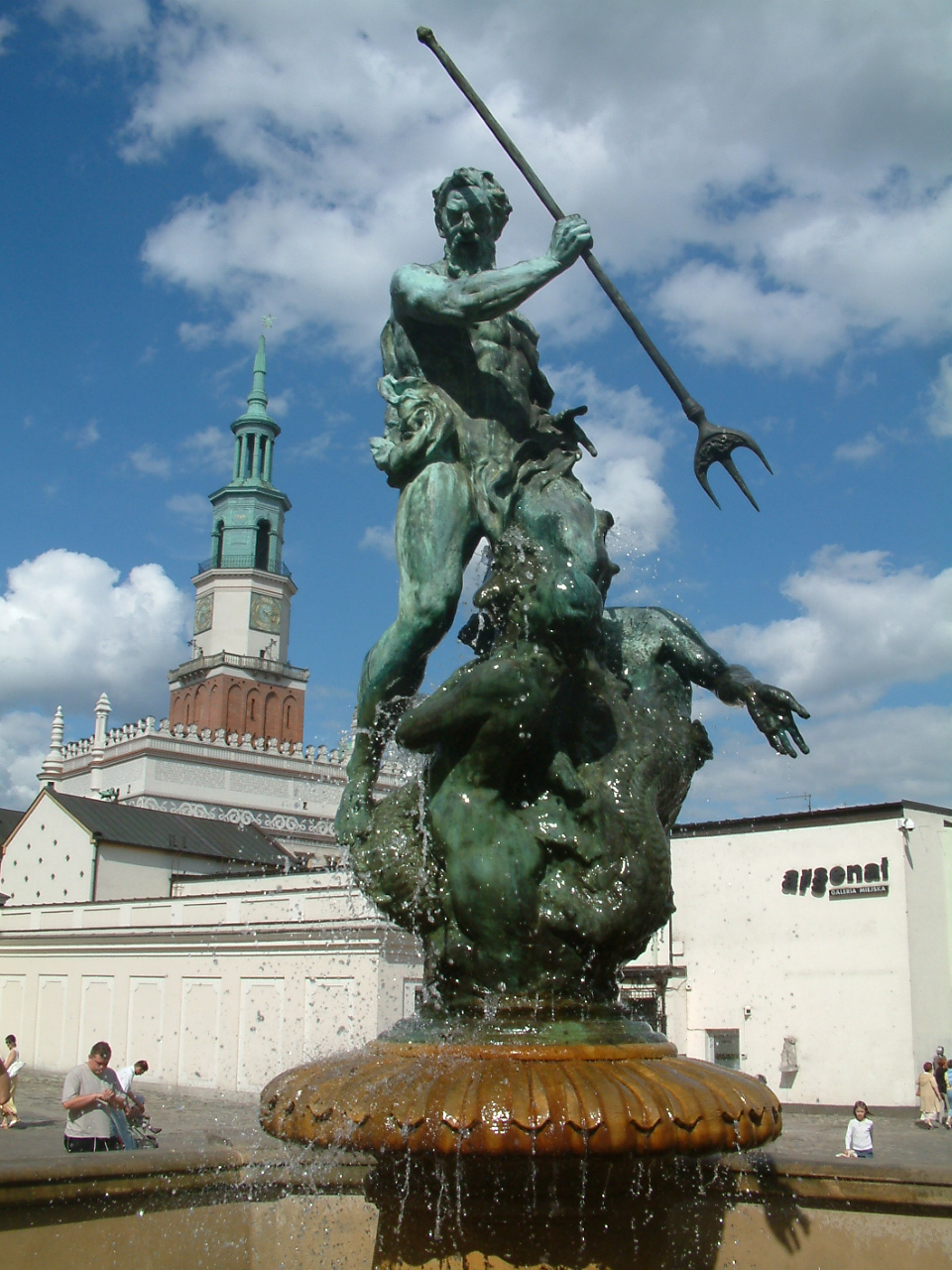
Фонтан Нептун
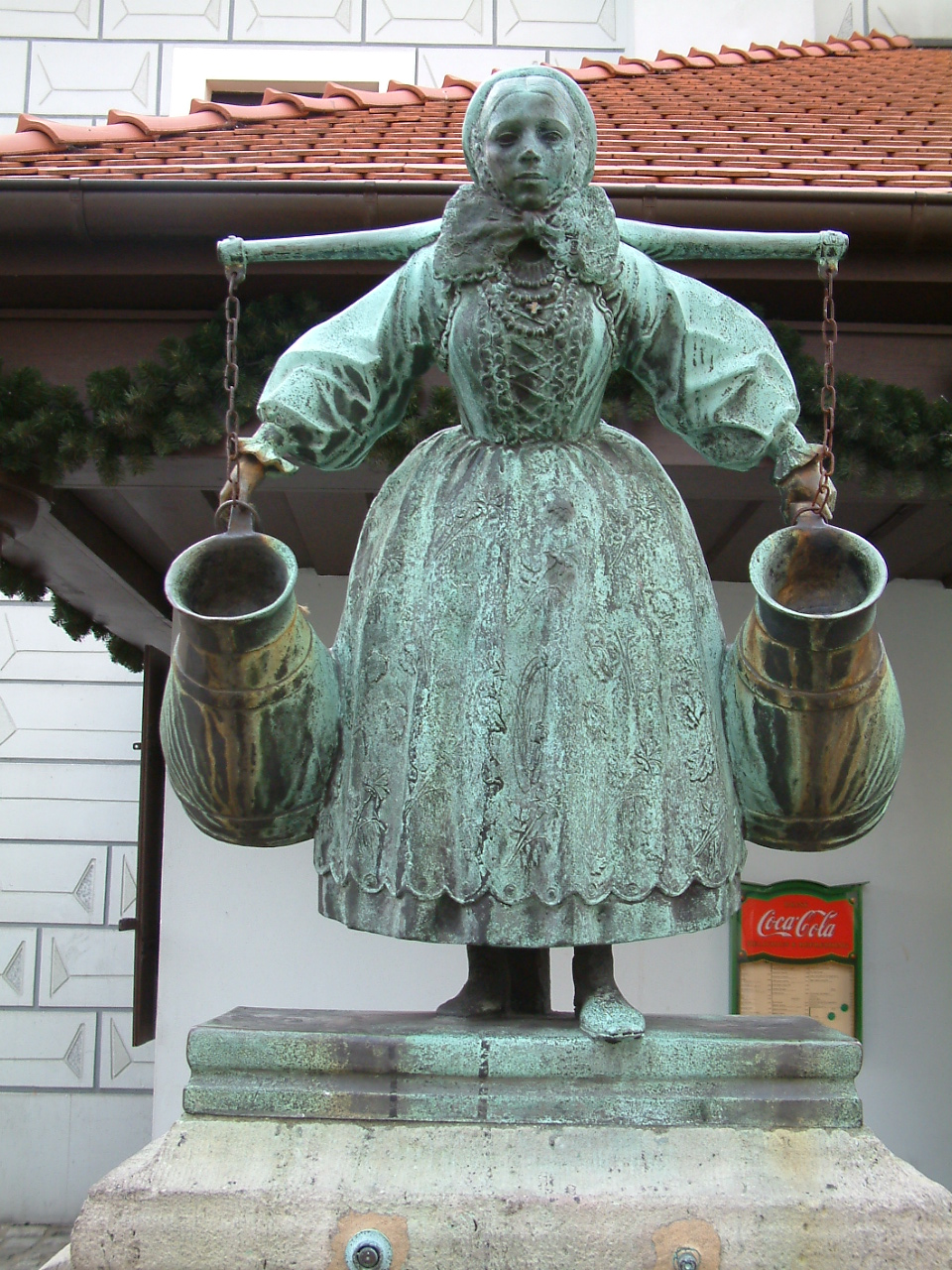
Бамберка, (переселенка з Бамбергу)
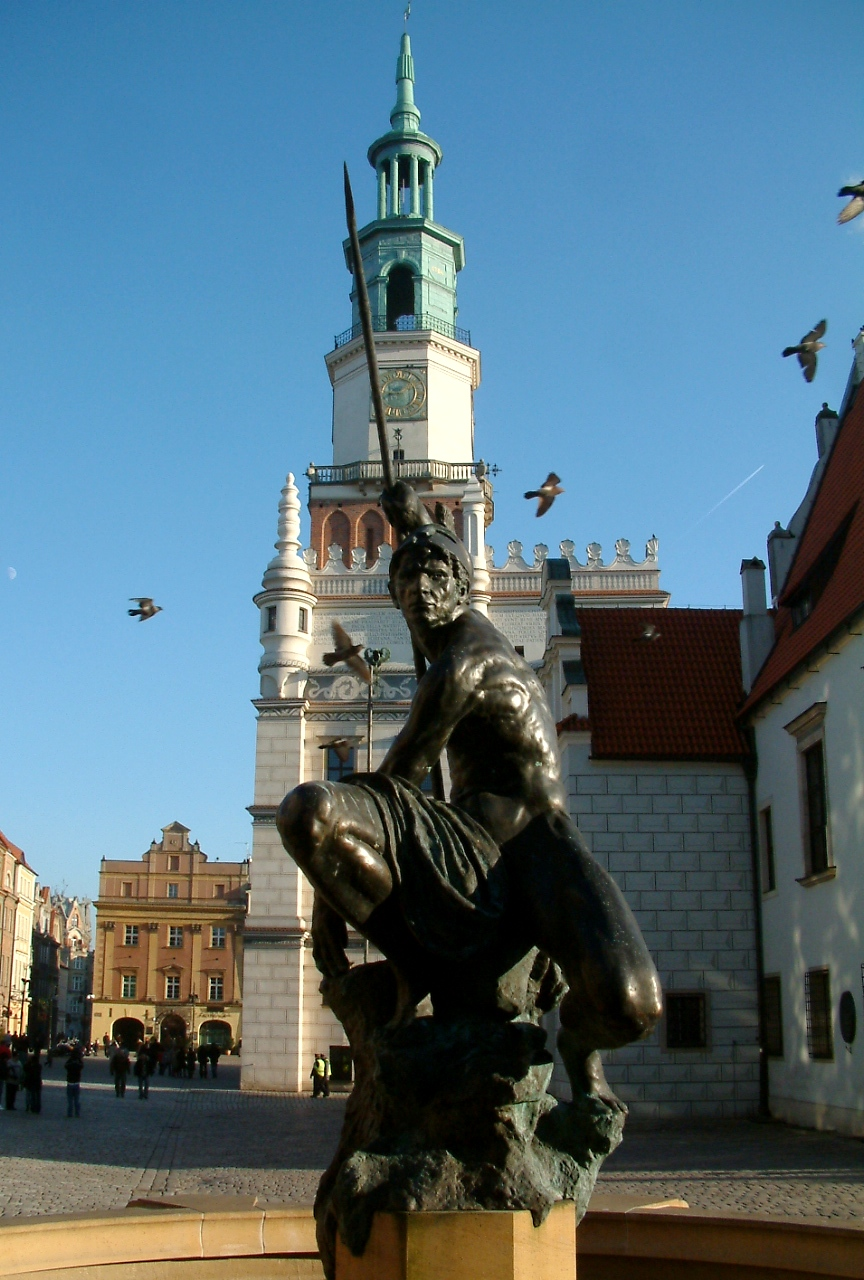
Фонтан Марс
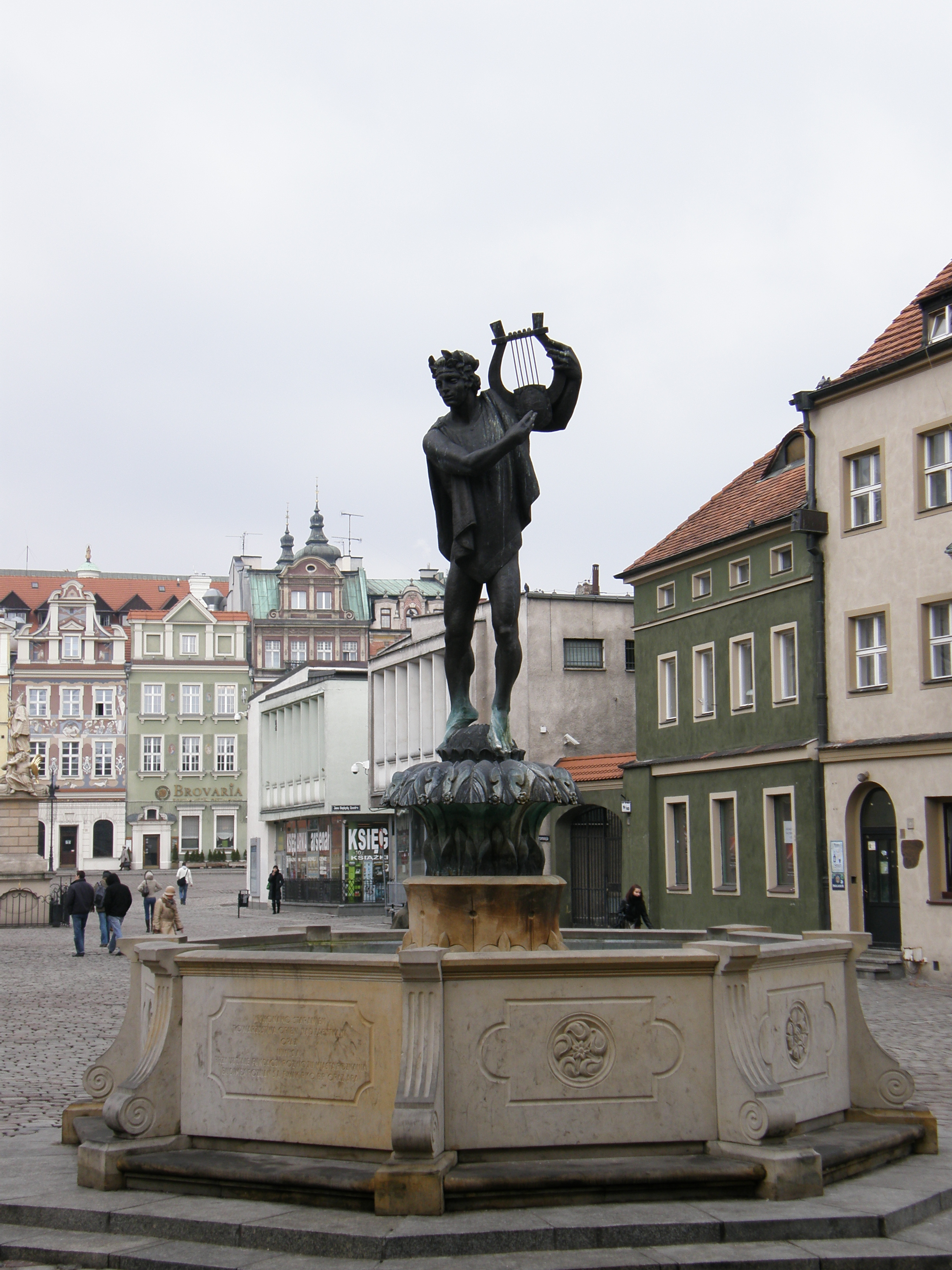
Фонтан Аполлон